# AMM
AMM — британский импровизационный фри-джаз-ансамбль, основанный в 1965 году в Лондоне Лу Джейром, Китом Роу и Эдди Превостом.
Несмотря на то, что AMM практически неизвестна широкой публике, группа внесла большой вклад в развитие импровизационной музыки. В частности, музыкальные критики называли AMM «легендарными». Возможно, AMM является первой группой, создававшей музыку, не принадлежавшую к какому-то определённому жанру.
В 1992 году ансамбль выступал в студии телеканала "Россия" на Шаболовке; это выступление было снято и было показано в рамках телепрограммы "Экзотика".

## История
Ансамбль был сформирован в 1965 году усилиями саксофониста Лу Джейра, гитариста Кита Роу и барабанщика Эдди Превоста. Роу и Джейр до этого играли в группе Майка Вестбрука, а Эдди Превост — в хард-боп-квинтете (вместе с Джейром). В том же году было придумано название AMM. Позже к группе присоединился пианист Корнелис Кардью.